# Polski Apostolat Chrystusa Króla w Kingston
Polski Apostolat Chrystusa Króla w Kingston (ang. Christ the King Polish Apostolate) – misja rzymskokatolicka w Kingston, w prowincji Ontario, Kanada.
Jest ona misją w archidiecezji Kingston, z mszą św. w j. polskim dla polskich imigrantów. W roku 2000 było 100 rodzin.
Ustanowiona w 1996 roku. Apostolat został poświęcony Chrystusowi Królowi.

## Historia
3 września 1994 roku ks. Henryk Kociołek, TChr, został ustanowiony pierwszym duszpasterzem Polaków w Kingston.
16 sierpnia 1996 roku, arcybiskup Francis J. Spence erygował Apostolat Polski pod wezwaniem Chrystusa Króla. Dekret wszedł w życie w dniu uroczystości Chrystusa Króla 24 listopada.

## Grupy parafialne
- Żywy Różaniec

## Szkoły
- Polska Szkoła sobotnia

## Nabożeństwa w j. polskim
- Niedziela – 12:00